# Finn Rye Petersen
Finn Rye Petersen (født 2. april 1947) er en dansk skuespiller.
Petersen blev uddannet fra École de Cirque Nationale og École Étienne Decroux i 1978.

## Filmografi
- Mord i Paradis (1988)
- 17 op (1989)
- Det forsømte forår (1993)

### Tv-serier
- En by i Provinsen (1977-1980)
- Torvet (julekalender, 1981)
- Antonsen (1984)
- Ude på noget (1984)
- Nana (1987)
- Kirsebærhaven (1989)
- Gøngehøvdingen (1991-1992)
- Fæhår og Harzen (1995)
- TAXA (1997-1999)